# Дворище (Крняк)
45°17′ пн. ш. 15°33′ сх. д. / 45.29° пн. ш. 15.55° сх. д.
Дворище (хорв. Dvorište) — населений пункт у Хорватії, у Карловацькій жупанії у складі громади Крняк.

## Населення
Населення за даними перепису 2011 року становило 53 осіб.
Динаміка чисельності населення поселення: